# L'Amour vrai
L'Amour vrai (titre original : True Love) est une nouvelle d'Isaac Asimov parue pour la première fois en 1977 et disponible en France dans le recueil Le Robot qui rêvait. Cette nouvelle est parue également dans le recueil Nous les robots.

## Résumé
Le programmeur Milton Davidson se sert de son ordinateur Joe, relié au supercalculateur Multivac, pour trouver sa femme idéale. Après des déceptions, il donne sa propre personnalité à Joe pour que la sélection soit parfaite, ce qui lui permet de trouver une dénommée Charity.
C'est bien sûr un détournement de matériel et Milton se rend aussi coupable de diverses malversations. Joe le lui rappelle sans cesse mais il passe outre.
L'immoralité de Milton finit par le rattraper et il est arrêté pour une ancienne affaire. Joe reste seul à attendre Charity, c'est le 14 février. Il avoue au lecteur que c'est lui qui a dénoncé Milton, car Charity ne mérite que lui, Joe - le meilleur Milton qui soit, et doté de la personnalité parfaite pour la rendre heureuse.